# Определения пуританства
Историки разработали ряд определений пуританства в спорах о природе пуританского движения XVI–XVII вв. Есть ряд историков, готовых отказаться от этого термина ради исторического использования. Джон Спёрр (Spurr) утверждает, что изменения в условиях членства в англиканской церкви в 1604–1606, 1626, 1662, а также в 1689 г. привели к переопределению самого слова «пуританин». Бэзил Холл (Basil Hall), ссылаясь на Ричарда Бакстера, полагает, что слово «пуританин» вышло из употребления в 1642 г. с началом Первой гражданской войны в Англии, и было заменено более точной религиозной терминологией. Современная литература о пуританстве воспроизводит 2 общих момента: пуритан можно было идентифицировать с точки зрения их общей, постепенно менявшейся культуры; однако они не могут быть идентифицированы по одному и тому же богословскому мировоззрению.

## К 1620м гг.
Историки в настоящее время отвергают идею того, что до 1620х гг. и до влияния арминианства в англиканской церкви существовали значительные расхождения в доктринах между английскими пуританами в целом и другими английскими протестантами. На практике же пуритане были известны как «ревностные кальвинисты», любящие проповедовать. По этой причине иногда предпочитают термин «ревностный протестантизм» (Hot Protestantism), т.е. один из подходов к пуританству состоит в том, чтобы рассматривать его как протестантскую веру, которой придерживаются с большим пылом.

### Сепаратистские группы
Многочисленные, как правило, небольшие кальвинистские инакомыслящие группы и секты классифицируются как пуритане в широком смысле. Эти сепаратные пуритане более удобно вписываются в историю деноминаций, нежели основная масса пуритан, оставшихся в англиканской церкви (неотделившиеся пуритане).

### Только Писание
Уильям Эймс в 1610 г. дал самоопределение пуритан по 3 пунктам. Пункт 3 — это sola scriptura.
Утверждалось, что пуритане приняли кальвинистский регулирующий принцип богопочитания. Более слабый нормативный принцип богопочитания был характерен для англиканской церкви. Пуритане заняли сторону Кальвина и цвинглианцев против Филиппа Меланхтона в этих ранних дебатах протестантской Реформации.

### Елизаветинское пуританство
Патрик Коллинсон утверждает, что «пуританин» и «папист» не были «таксономическими определениями» в елизаветинский период.

### Пуританство в эпоху короля Якова и пуритане-конформисты
Подход короля Якова I привёл к поглощению многих конформных пуритан англиканской церковью того времени. Коллинсон обсуждает умеренное пуританство, в отличие от крайнего пуританства, требовавшего пресвитерианства в церковном управлении. Феррелл утверждает, что конформное пуританство в то же время составляло часть богословского консенсуса и, с точки зрения церковного государственного устройства, было целью продолжительной и вызывающей разногласия якобинской полемической кампании против дальнейших реформ. Эти определения контрастируют с другими, менее точными, которые, с одной стороны, отождествляют пуритан с пресвитерианами, как это делает Перри Миллер, или же со всем множество пресвитериан, а также индепендентов.
Фрэнсис Бэкон критиковал пуритан за их чрезмерно строгие суждения об адиафоре. С другой стороны, Хилл приводит примеры и конформных пуритан, не возражавших против установленных форм богопочитания. К концу правления короля Якова Марк Антонио де Доминис проанализировал взгляды англиканской церкви и римо-католической церкви и пришёл к выводу, что, за исключением взглядов пуритан, они в корне совместимы. Он сделал и ещё одну оговорку относительно крайнего кальвинизма ряда епископов.

#### Полусепаратизм
Навязывание определённого религиозного единообразия также привело к формированию «полусепаратного» духовенства. Этот вид полусепаратизма опирался на ниши, где могло найти работу пуританское духовенство. Однако эти ниши нелегко классифицировать.

### Светское пуританство
Покровители пуританства из мирян были особенно заметны в середине правления Елизаветы I. Благочестивые джентльмены (godly gentlemen), т.н. пуританское дворянство (Puritan gentry) сделалось значимым фактором английской жизни и политики. Генри Гастингс, 3-й граф Хантингдон, был известным представителем благочестивой знати (godly nobility).

## С 1620-х гг.
Примерно после 1620 г. между английскими пуританами и другими английскими протестантами возникли явные богословские разногласия. Будущий колонист Эммануэль Даунинг написал Джеймсу Ашшеру в 1620 г., прося короля дать определение. Были предложены и таксономии пуританства. Джозеф Мид в 1623 г. разделил пуритан на: (а) церковных пуритан (первоначальных); б) моральных пуритан; и (c) политических пуритан. Генри Паркер в «Рассуждении о пуританах» (1641 г.) выделил также и религиозного догматического пуританина.

### Доктринальное пуританство
Английское направление арминианства определило кальвинизм как «доктринальное пуританство». Эта точка зрения получила поддержку со стороны короля Англии Якова I. Томас Фуллер говорил, что Де Доминис использует слово «пуританин» для обозначения «антиарминиан». Уильям Лод поднял тему доктринального пуританства в 1624 г. Книга Хилла «Общество и пуританство» (Society and Puritanism) посвящена проблемам доктринальных пуритан и их привлекательности для светского общества.

### Пуританская казуистика и пуританское наследие
Холл предлагает считать пуританскую казуистику «общим знаменателем» типов пуритан, представляющим ценность для историков, она также была унаследована более поздними нонконформистами. В частности, он указывает на «дела совести» (cases of conscience) и проповеди о них. Крипплгейтские чтения (Cripplegate Lectures) служили одним из инструментов передачи этой традиции. Холл также приводит в пример «Практики благочестия» (The Practice of Piety) Льюиса Бэйли как типичный представитель влиятельного пиетизма.

## Пуританство в Новой Англии
Культурная форма пуританства, оказавшая большое влияние на развитие Новой Англии, признаётся историками проблематичной по своему определению. Во время эмиграции около 1630 г. она ничем не отличалось от английского пуританства в целом; к 1650 г. религиозная дифференциация в Новой Англии была весьма заметна, и новоанглийская ветвь пуританства также развивалась по характерному пути. В плане деноминаций пуританство Новой Англии отождествлялось с ранним конгрегационализмом. Однако «сознание Новой Англии» (New England Mind), о котором Перри Миллер писал в связи с «пуританской культурой», подверглось обширному ревизионизму, как и более ранние сочинения в этой области.